# Manuel Meilán Martínez
Manuel Meilán Martínez (Lugo, España, 18 de julio de 1904 - † Montevideo, Uruguay, 1994) fue un impulsor del galleguismo en América, particularmente en Uruguay.

## Biografía
Emigró a Buenos Aires en 1922. Uno de los principales motivos que determinaron su emigración fue la guerra entre España y Marruecos.
Ahí mantiene contacto con un grupo de gallegos nacionalistas entre los que destacan Eduardo Blanco Amor, Ramón Suárez Picallo, José Benito Abraira, Lino Pérez y Rodolfo Prada. Es parte de El Hogar Gallego, y comienza a participar en la Federación de Sociedades Agrarias y Culturales Gallegas.
En 1931 participa en la creación del Partido Galeguista (histórico), del que fuera secretario.
En 1934 emigra hacia Uruguay, trabajando para el laboratorio farmacéutico Dr. Andreu.
Participa en la creación de la Irmandade Galega de Uruguay, del Patronato da Cultura Galega en Montevideo y de Casa de Galicia.
Colaboró en diversos medios de prensa, destacando la audición radial Sempre en Galicia junto a Alfredo Somoza. Manuel Meilán jugó un papel fundamental en el nacimiento del programa, pues gracias a su amistad con Enrique de Feo, propietario de CX16 Radio Carve, esta emisora albergó el programa. Dirigió el programa hasta su muerte, en 1994.
En 1987 recibió la Medalla Castelao.